# モンスターハンター
『モンスターハンター』（Monster Hunter）は、2004年にカプコンから発売されたPlayStation 2（PS2）用ハンティングアクションゲーム。この記事では『モンスターハンター』と、続編である『モンスターハンターG』、『モンスターハンター2（ドス）』について扱う。
2004年3月11日発売のPlayStation 2用ソフト。『ファンタシースターオンライン』のシステムをモチーフとし、シリーズ第1弾として発売された。本作はKDDIによるネットワークゲームシステム「マルチマッチングBB」に対応していた。
オフラインではココットという辺境の村、オンラインではミナガルデという大きな街を拠点とし、「森と丘」や「砂漠岩地」など、特色豊かな狩場へと赴く。武器は「片手剣」「大剣」「ランス」「ハンマー」「ボウガン（ヘビィ/ライト）」の5種類。防具のスキルシステムは数値累積ではなく、同一モンスターの名を冠した防具を統一して着用すると発動する仕組み。例外として、別系統の防具でも、特定の組み合わせでスキルが発動するものも存在した。
テレビCMの終わり方は、ハンドル式の肉焼き機（ロティサリー）を使って焚き火で肉を焼き「上手に焼けました〜」というゲーム中実際に入るセリフが流れるというもので、開発陣の談話では、「CMで肉を焼いているゲームください」と注文する購入者がいたと語られている。
据置機版『モンスターハンター』のオンラインモードのうち、PS2版およびWii版は有料サービスである。Wii U版は無料。
PlayStation 2
2011年6月30日をもってサービスを終了した。マルチマッチングBBに対応し、イーサネット端子が標準装備されているSCPH-70000系以降のモデル（薄型PS2）は追加の周辺機器は不要であったが、SCPH-50000系以前のモデルはPlayStation BB UnitまたはPS2専用ネットワークアダプタが必要であった。
Wii
2013年9月12日をもってサービスが終了した。期間別（30日・60日・90日）のチケットをWiiポイントで購入。『MHG』には14日間、『MH3』には30日間のおためしチケット付。

## 制作（MH1）
カプコンは本格的にネットワークゲームに取り組むこととなり、レースゲーム、バイオハザードシリーズの外伝、そしてアクション性が強い『モンスターハンター』の企画が立ち上げられた。「巨大なモンスターを皆で協力して倒し、モンスターから得た素材を自分たちの装備に反映させる」というコンセプトは1999年ごろに企画が始動したころから変わっていない。「モンスターハンター」という題名はもともと開発コードであり、代案が決まらぬまま正式名称に収まった。
また、この時点から「誰でも参加できる」ということが重視されており、「ゆるさ」も方向性の一つとして取り入れられていた。具体的には、肉を焼いたり、魚を釣るといった特定の要素だけを楽しむことも受け入れられた。『MH3』の発売に際して任天堂で行われた「社長が訊く」において、インタビューアーの岩田聡から『どうぶつの森』の基本的な考えに近いと述べており、『MH1』の開発に加わっていた藤岡要も肯定している。加えて、当時のネットワークゲームではプレイ時間が長くなってしまい、長く遊ぶ人ほど評価される傾向にあったことから、『MH1』ではそういうことにならぬよう、1回のクエストの所要時間は1時間程度に抑えられた。これにも「ゆるさ」がかかわっており、パーティメンバー4人のうち1人がクエストに行かなくてもゲームが成立するという狙いがあった。
開発当初は、漫画『はじめ人間ギャートルズ』のおおらかな世界観を参考にしていた。
なお、本作のUIは後続作品ほど親切とはいいがたかったが、開発陣には多少不親切でもユーザ同士の情報交換で覚えてもらおうという考えがあったのではないかと藤岡は2014年のインタビューの中で分析している。

## 反響(MH1)
当初同作は知名度が低かったものの、口コミなどにより人気が広まり、マルチマッチングBBの人気をけん引していた。
とはいえ、この当時は使用する機器やネットワークの設定などに手間がかかっていたため、カプコン自身はコアユーザからの支持にとどまっていたという見解を示している。
発売からしばらくの間、サーバーの能力不足によるサーバーダウンが起き、サーバー増強を繰り返していた。

## 評価(MH1)
レビュー収集サイトMetacriticにおける本作の評価は「賛否両論または平均的」だった。一方、「ファミ通」においては40点満点中32点だった。

## モンスターハンターG
『モンスターハンターG』は2005年1月20日に発売されたPlayStation 2用ソフトであり、前作の好評を受け、製作された続編である。カプコンでは「『MH』の廉価版を出す」という案があったが、ただ単にThe Best版として発売することに抵抗があったといわれる。同時期、北米版のローカライズに加わっていた藤岡要が「双剣」のモーションを持ち込んだことで「『MH』の廉価版」ではなく「『MH』のアップグレード版」を作ることになった。
新モードである「訓練所」が導入され、新たな武器「双剣」の導入に加え既存カテゴリにも多数の武具を追加した。加えて防具の組み合わせにより発動するスキルの発動条件が、特定防具の組み合わせではなくスキルポイントの合計に変更されるなどの変更や調整が行われた。
また、オンラインモードのクエストにハードクエストのさらに上の段階に当たる「G級クエスト」が追加され、今作には通常と体色の異なる亜種、希少種のモンスターが多数登場した。

### 制作（MHG）
本作は『MH』を遊びこんだプレイヤーに対する、開発陣からの感謝のしるし兼挑戦状という位置づけでもある。題名の「G」はスタッフの一人である藤岡要の提案であり、「GREAT」や「GUTS」など元気が出る言葉と結びついたのも決め手の一つとなった。
また、『MH3』をWii用ソフトとして発売するにあたり、インフラの調査や整備が必要になることから、『MH3』を発売する前にWiiへ『MHG』を移植した。　同様の理由から、『MH3』へ移行してもらうため、ネットワーク周りの強化やクラシックコントローラ同梱版の発売、さらには『MH3』体験版の収録といった各種施策が取られた。

### モンスターハンターG（Wii移植版）
2009年4月23日に発売されたWiiへの移植版。『MH3』の体験版を同梱する。移植はエイティングが担当した。クラシックコントローラ専用であることからオリジナル仕様のギルドの紋章付きクラシックコントローラを同梱した「スターターパック」も数量限定で発売された。
Wii移植版の変更点
- 『MHP2G』で登場した「ボックス内調合」や「マイセット装備」といったシステムが追加。
- ボックス内にストックできるアイテムが種類に関係なく1種類につき99個までに増加。
- ネットワークモードでのみ可能であった食事がシングルモードでも可能になった。これにより、若干難易度が下がった。
- シングルモードを進めるとプーギーが飼えるようになり、おやつをあげたり服装を変えたりしてクエストを成功して帰ってくると、大量のアイテムを入手できるようになった。なでたりすると入手できる良いアイテムが持って帰りやすくなる。
- プーギーの追加により、シングルモードのアイテムボックスのメニューに「プーギーのおやつ」「プーギーの服」が追加。
- ショップで買ったものをアイテムボックスに送ることができる機能を追加。
- 村クエストに採集ツアークエストなどの新クエストを追加。
- マイセットを登録できる数が増加。
- 大剣や片手剣などのPS2版にはなかったアクションとモーションが追加。（例、片手剣の場合、武器を出した状態でもアイテムの使用が可能になったなど）
- ゲームスタート時の装備品は片手剣のみであったPS2版に加えて、片手剣以外の6種の武器と防具一式も最初から所持してすぐに装備できるようになった。これにより、スムーズに進めるようになった。
- クーラードリンクとホットドリンクの所持限界数が5個に増加され、これらのアイテムの必要なクエストがより長くプレイできるようになった。
- アイテム所持欄が24種になり、ページ数が3ページに分割。
- ツタやはしごでRボタンを押しながら登り降りするとスタミナを消費するが早く移動できるようになった。
- 部位破壊時のエフェクトが変更されて分かりやすくなった。
- イャンクックの耳が破壊可能になった。
- 落とし穴の調合成功確率が10%増加して75%になった。
- スタミナ減少スピードが遅くなった。ただし、モンスターに発見されて逃げる時のスタミナ減少スピードはPS2版と同様。
- オプション設定に「コントローラ設定」が追加され、2種類の操作を選ぶことができるようになった。タイプ1はPS2版と同様の操作で、右スティックで攻撃を行う。タイプ2は右スティックを攻撃に使用しない、MHPシリーズと同様の操作方法。この場合、右スティックは視点操作に割り当てられ、MHPシリーズではボタンの配置上難しかった「移動しながらの視点操作」も簡単にできるようになった。
- 画面は4:3に加えて16:9にも対応。
- ギャラリーに『MHG』のWii版のプロモーションビデオと『MH3』のプロモーションビデオの映像を追加。PS2版にあった『MH』のオープニングもWii用に改良して収録されている。
- ラオシャンロン戦最後砦のバリスターは上下も動けるようになった。

## モンスターハンター2
2006年2月16日発売のPlayStation 2用ソフト。『MHG』の世界観を受け継ぎつつ、舞台となるフィールドとモンスターが増加し、従来の飛竜を超える存在としての古龍種というカテゴリが正式に追加された。
加えて、昼夜および季節という時間経過の概念が導入されたことにより、「寒冷期にモンスターが空腹で凶暴化する」といった、より緻密な生態描写を実現した。
既存の武器が強化されたほか、新たに「太刀」「狩猟笛」「ガンランス」「弓」の4種類の武器が追加され、これまで大剣として分類されていた刀型武器の一部が太刀に再分類された。防具の強化が行えるようになっている。
オフラインでは「ジャンボ村」が拠点となり、条件を満たせば以前の拠点だったココット村へ行くこともできる。オンラインでの拠点は「ドンドルマの街」。ゲーム内の時系列は『MHG』、『MHP』よりもさらに後の位置づけとなる。また、USBケーブルを用いて『MHP』と連動させることにより、特別なクエストを出現させたり、武具の生産レシピが追加されるといった特典がある。このほかの特徴として、クエストのメインとなる目的を達成していなくてもクエスト終了扱いとなる「サブターゲット」といった要素が導入された。

なお、本作は日本でのみ発売された。また、2007年2月22日には本作をベースとしたPlayStation Portable用ソフト『モンスターハンターポータブル 2nd』が発売された。

### 制作（MH2）
本作は2005年の2月に行った合宿で開発スケジュールと内容が設定された。本作にて初めて導入された時間経過の概念は『MH』の時点で検討されていたものの、諸事情により見送られた要素であり、プロデューサーを務めた田中剛は「ねとらぼ」とのインタビューの中である意味原点回帰だと称している。弓も『MH』の時点で武器の候補として挙がっていたが、「自分よりもずっと大きなモンスターに弓を射るよりかは、ボウガンの方が見栄えが良い」という意見から見送られた経緯があり、本作においては再考察の末に導入された。
狩猟笛は、藤岡が企画会議で「クエスト中に音を使いたい」と提言したことがきっかけで誕生した武器である。当初企画担当者と藤岡は魔法じみているとして反対していたものの、藤岡の中では確固としたイメージがあったようで、話し合いの末にハンマーの系統に落とし込まれた。
登場モンスターの種族の一つである「古龍種」は天災のような位置づけであり、本作において設定が掘り下げられた。

### 評価
インサイドの臥待 弦は、本作におけるチャレンジ精神をほめたたえつつも、すべての挑戦がうまくいったわけではないと指摘しており、一例として各武器の性能差やバランス調整の甘さなどを挙げている。また、季節の変化は世界に深みを持たせる利点があった一方、時期によって狩りの対象や素材の収集が変動する分不自由さも目立ったと述べている。同時に、臥待は問題点が明確になったからこそ、のちの作品で改善されたところもあると述べており、シリーズに大きな影響を与えたと締めくくっている。